# Señor Caído de Monserrate
La fundación de Santa Fe en 1538, no terminó con la creencia del pueblo Muisca para adorar en algunas partes de las montañas y continuar usando los caminos que los llevaban a sus lugares sagrados. Por el contrario, estos muiscas creencias vincularos con la costumbre cristiana de construir eremitérios en los picos elevados, lo que eventualmente activados en eremitérios Santafe fueron construidas tanto en el pie de la montaña, en las encostas y en topes de muero orientales.

## Historia
Entre 1620 y 1630, que era de costumbre para celebrar la fiesta de Santa Cruz en la colina alta de las Nieves. La Hermandad de Santa Cruz promovió la devoción de la Cruz, la construcción de estaciones en el camino hasta la colina, representando los lugares santos de Jerusalén, colocando en cada estación un cruzamiento con una señal de que enseñó el misterio que ella era adorada. Las estaciones eran del pie del muero hasta el tope y los fieles que surgió la oración, la contemplación de los misterios de la Pasión de Cristo.
Llevando en consideración esta devoción, Don Pedro Solis Valenzuela, Jacinto Garcia, Domingo Perez y Francisco Perez de la Puebla, ellos aparecieron antes que el Sr. Presidente del Tribunal y Arzobispo de Santa Fe solicitando licencia para fabricar una capela en lo alto del muero.
Los fundadores pensaron ellos que la devoção de Santa Cruz iría a aumentar aún más se completó con María (madre de Jesús); con esta determinación, a Virgen de Montserrat España adhirió a la santafereña Cruz de las Nieves y de la capela que fue construida en la colina fue llamada Nuestra Señora de la Cruz de Monserrate. La elección de este título fue debido a un tío de Pedro Solis anteriormente Valenzuela había sido abade del Monasterio de Montserrat, en la Cataluña - España.
Bernardino de Rojas Padre, el tiempo era administrador de la ermita de Monserrate,encomendado el esculturas de Cristo crucificado y Señor Caído un escultor santafereño Don Pedro Lugo de Albarracín,como en el certificado que emitió a 15 de febrero de 1656. Inicialmente, estos esculturas,fueron colocado en el lado en vez de en la capela, para lo que fue construido un Capilla destinado culto del Santo Cristo. De las dos imágenes, el Señor Caído ganó importancia al largo de el tiempo y, eventualmente, terminar sustituyendo el patrocinio de el santuario para Virgen de Montserrat.
La escultura de Virgen de Montserrat desapareció del lugar, y no antes, bautizar la montaña, que dejó de ser identificado como Cerro de las Nieves para comenzar renombrado como Monserrate, nombre con el cual es conocido hasta hoy .
El Señor Caído de Monserrate, popularmente llamado como Señor de Monserrate se hizo particularmente conocido entre las obras de Don Pedro Lugo Albarracín, porque es una imagen milagrosa, lo que llevó los devotos y el capital feligresía continuamente en peregrinación a su santuario, visando a obtener de él generosos favores.
En consonancia con Thomas, las imágenes de Jesus Cristo entró en uso en la Iglesia por tres razones: en primer lugar, para instruir quien desconocido, una vez que ellos sirven como lecciones objetivas; segundo, que el misterio de la encarnación es grabada en la memoria más fácilmente; y tercero, para promover la afeição de la devoción que viene más por eso es que lo que usted oye. Las performances de Don Pedro Lugo de Albarracín atender estas razones res siendo por eso después del Concílio de Trento y raíces españolas, ellos son cargados con realismo y emoción, y, por lo tanto, la necesidad de cubrir la madera y hacer parece carne.Los fieles que observan -lo , usted no puede dejar de ser movido y descubrir en ellos los ensinamentos de una vida cristiana.
Durante la primera década del siglo XX, la devoción al Señor de Monserrate había alcanzado tal un grado que la capela construida los tiempos coloniales no podría lidar para abrigar los peregrinos que diariamente escalado para visitar, especialmente a los domingos.Viendo esta necesidad urgente, el Arzobispo de Bogotá, Don Bernardo Herrera Restrepo, autorizó el Padre Nazianzo Ocampo para construir un nuevo templo con mayor capacidad.
En 3 de mayo de 1915, festivo de Santa Cruz, la demolición de la capela que hace más de dos siglos y uno media había abrigado la imagen de Jesus en el momento de su crucificação comenzó. Fue notable devoción a esta imagen, cuando los peregrinos que van subiendo la visita de él , aprovechó la oportunidad para llevar con usted en la carretera a pie los materiales de trabajo necesario. La construcción llevó cinco largos años.
Después de la Monserrate templo para la Pasión de Cristo consagró Cardinal Crisanto Luque, observando que diariamente aumentó la devoção al Señor Caído, recomendado para la Santa Sé, que erigiu la iglesia de Monserrate como Basílica Más pequeña. Delante de eso, el Papa Pio XII en 25 de mayo de 1956, utilizando el tercer aniversario de la Imagen de los Caídos, conferido siempre honra y a la dignidad de Basílica Más pequeña de la Iglesia de Monserrate, dando todos los derechos y privilegios litúrgicos Compite al templo de tal dignidad.